# Lepidoneura
Lepidoneura és un gènere d'arnes de la família Crambidae.

## Taxonomia
- Lepidoneura africalis Hampson, 1899
- Lepidoneura grisealis Hampson, 1900

## Espècies antigues
- Lepidoneura longipalpis Swinhoe, 1894